# Halowe Mistrzostwa Europy w Lekkoatletyce 1975 – bieg na 800 m kobiet
Bieg na 800 metrów kobiet – jedna z konkurencji biegowych rozgrywanych podczas halowych lekkoatletycznych mistrzostw Europy w hali Rondo w Katowicach. Eliminacje zostały rozegrane 8 marca, a bieg finałowy 9 marca 1975. Zwyciężyła reprezentantka Niemieckiej Republiki Demokratycznej Anita Barkusky. Tytułu zdobytego na poprzednich mistrzostwach nie obroniła Elżbieta Katolik z Polski, która tym razem zajęła 4. miejsce.

## Rezultaty

### Eliminacje
Rozegrano 2 biegi eliminacyjne, do których przystąpiło 12 biegaczek. Awans do półfinału dawało zajęcie jednego z pierwszych dwóch miejsc w swoim biegu (Q). Skład finału uzupełniły dwie zawodniczki z najlepszym czasem wśród przegranych (q).
Opracowano na podstawie materiału źródłowego.
Bieg 1
| Miejsce | Zawodniczka         | Czas   | Uwagi |
| ------- | ------------------- | ------ | ----- |
| 1       | Sarmīte Štūla       | 2:06,6 | Q     |
| 2       | Anita Barkusky      | 2:06,9 | Q     |
| 3       | Colette Besson      | 2:07,2 | q     |
| 4       | Rosica Pechliwanowa | 2:07,4 | q     |
| 5       | Barbara Waśniewska  | 2:08,4 |       |

Bieg 2
| Miejsce | Zawodniczka           | Czas   | Uwagi |
| ------- | --------------------- | ------ | ----- |
| 1       | Elżbieta Katolik      | 2:06,9 | Q     |
| 2       | Nikolina Szterewa     | 2:07,1 | Q     |
| 3       | Walentina Gierasimowa | 2:07,8 |       |
| 4       | Brigitte Kraus        | 2:08,1 |       |
| 5       | Jozefína Čerchlanová  | 2:08,3 |       |
| 6       | Anne-Marie Van Nuffel | 2:12,8 |       |
| 7       | Chantal Jouvhomme     | 2:13,9 |       |

### Finał
Opracowano na podstawie materiału źródłowego.
| Miejsce | Zawodniczka         | Czas   |
| ------- | ------------------- | ------ |
| 1       | Anita Barkusky      | 2:05,6 |
| 2       | Sarmīte Štūla       | 2:06,2 |
| 3       | Rosica Pechliwanowa | 2:06,3 |
| 4       | Elżbieta Katolik    | 2:08,3 |
| 5       | Colette Besson      | 2:11,5 |
| 6       | Nikolina Szterewa   | 2:20,3 |